# Gaspar G. Bacon

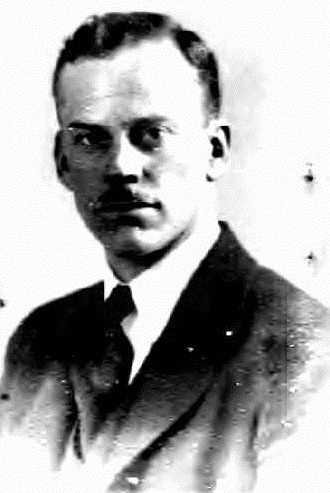
Gaspar G. Bacon

Gaspar Griswold Bacon Sr. (* 7. März 1886 in Boston, Massachusetts; † 25. Dezember 1947 in Dedham, Massachusetts) war ein US-amerikanischer Politiker. Zwischen 1933 und 1935 war er Vizegouverneur des Bundesstaates Massachusetts.

## Werdegang
Gaspar Bacon war der Sohn von Außenminister Robert Bacon (1860–1919) und Bruder des Kongressabgeordneten Robert L. Bacon (1884–1938). Er absolvierte die Groton School und studierte dann bis 1908 an der Harvard University. Nach einem anschließenden Jurastudium an derselben Universität und seiner 1912 erfolgten Zulassung als Rechtsanwalt begann er ab 1913 in einer Kanzlei in diesem Beruf zu arbeiten. 1912 setzte er sich für den ehemaligen Präsidenten Theodore Roosevelt ein und unterstützte dessen Progressive Party. Im Jahr 1916 diente er in den amerikanischen Streitkräften während eines Grenzkonflikts mit Mexiko. Während des Ersten Weltkrieges war er Major in der United States Army. Politisch hatte er sich inzwischen der Republikanischen Partei angeschlossen. In den Jahren 1920, 1936 und 1940 nahm er als Delegierter an den Republican National Conventions teil. Im Jahr 1932 war er Ersatzdelegierter. Zwischen 1924 und 1932 saß er im Senat von Massachusetts, dessen Präsident er seit 1928 war.
1932 wurde Bacon an der Seite von Joseph B. Ely zum Vizegouverneur von Massachusetts gewählt. Dieses Amt bekleidete er zwischen 1933 und 1935. Dabei war er Stellvertreter des Gouverneurs. Im Jahr 1934 kandidierte er erfolglos für das Amt des Gouverneurs. Geschäftlich wurde er Direktor bei der Southern Railway und der Eliot Savings Bank. Während des Zweiten Weltkrieges war er wieder Major in der Army. Dabei diente er unter General George S. Patton in Europa. Für seine militärischen Leistungen in beiden Weltkriegen wurde er mit mehreren Orden ausgezeichnet, darunter das Croix de guerre. Gaspar Bacon war auch Mitglied zahlreicher Organisationen und Vereinigungen. Er starb am 25. Dezember 1947 in Dedham im Norfolk County. Sein Sohn war der Schauspieler David Bacon (1914–1943).